# Pete Mackanin
Peter Mackanin (né le 1er août 1951 à Chicago, Illinois, États-Unis) est un joueur de deuxième but et d'arrêt-court ayant joué dans les Ligues majeures de baseball de 1973 à 1981. Devenu par la suite instructeur et manager, il dirige brièvement les Pirates de Pittsburgh en 2005 et les Reds de Cincinnati en 2007. 
Du 26 juin 2015 à la fin de la saison 2017, Pete Mackanin est le gérant des Phillies de Philadelphie.

## Carrière de joueur
Pete Mackanin est un choix de quatrième ronde des Senators de Washington en 1969. Pendant que Mackanin joue en ligues mineures, la franchise des Senators est transférée de Washington vers le Texas, et c'est avec les Rangers du Texas que le joueur de deuxième but et d'arrêt-court fait ses débuts en Ligue majeure le 3 juillet 1973.
Il dispute 46 parties en deux années avec les Rangers, jouant surtout dans les mineures. Le 5 décembre 1974, Texas échange Mackanin et le lanceur droitier Don Stanhouse aux Expos de Montréal en retour du voltigeur Willie Davis. Mackanin est un joueur régulier au deuxième but pour les Expos pendant les deux saisons suivantes. En 1975, il affiche ses sommets en carrière de matchs joués (130), de coups sûrs (101), coups de circuit (12), points produits (44), points marqués (59), doubles (19) et vols de buts (11). 
En 1977, il voit son temps de jeu à Montréal considérablement réduit puis est assigné aux ligues mineures en 1978. En septembre de cette année-là, il est réclamé au ballottage par les Phillies de Philadelphie, qui lui donnent une chance de disputer quelques matchs (5) dans les majeures en fin de saison. Utilisé dans seulement 13 parties des Phillies durant la saison 1979, Mackanin est transféré aux Twins du Minnesota le 7 décembre suivant en retour du lanceur droitier Paul Thormodsgard.
Il dispute 108 parties pour les Twins en 1980 et maintient une moyenne au bâton de ,266 avec 85 coups sûrs et 35 points produits. Sa carrière dans les majeures prend fin au Minnesota après la saison 1981.
En 548 parties pour les Rangers, Expos, Phillies et Twins, Pete Mackanin affiche une moyenne au bâton en carrière de ,261 avec 355 coups sûrs, 30 circuits, 141 points produits et 161 points marqués.

## Carrière d'entraîneur

### Ligues mineures
Pete Mackanin est manager dans les ligues mineures pendant de nombreuses saisons aux États-Unis, au Canada, en République dominicaine et à Porto Rico. Il remplit cette fonction avec les équipes suivantes :
- 1985-1986 : Les Chiefs de Peoria (Ligue internationale), club-école de niveau A des Cubs de Chicago.
- 1988-1989 : Les Cubs de l'Iowa (Association américaine), club-école de AAA des Cubs de Chicago.
- 1990-1992 : Les Nashville Sounds (Association américaine), club-école AAA des Reds de Cincinnati.
- 1993 : Les Frederick Keys (Carolina League), club-école de niveau A+ des Orioles de Baltimore
- 1994 : Les Baysox de Bowie (Eastern League), club-école AA des Orioles de Baltimore.
- 1995-1996 : Les Lynx d'Ottawa (Ligue internationale), club-école AAA des Expos de Montréal.
- Hiver 1995-1996 : Estrellas Orientales (Ligue dominicaine de baseball hivernal) à San Pedro de Macorís, République dominicaine.
- Hiver 1997-1998 : Cangrejeros de Santurce (Championnat de baseball de Porto Rico).
- Hiver 2000-2001 : Leones de Ponce (Championnat de baseball de Porto Rico).
- 2001 : Les Crawdads d'Hickory, club-école de niveau A des Pirates de Pittsburgh.
- 2002 : Les Hillcats de Lynchburg, club-école de classe A+ des Pirates de Pittsburgh.
- 2006 : Les CGL Pirates (Gulf Coast League), club-école de recrues des Pirates de Pittsburgh.

Mackanin mène les Lynx d'Ottawa de 1995 et les Hillcats de Lynchburg de 2002 au championnat de leurs ligues respectives. En 1995, comme gérant des Lynx, il reçoit le prix décerné par The Sporting News au manager de l'année en ligues mineures de baseball.

### Ligues majeures
Pete Mackanin est instructeur au troisième but des Expos de Montréal des saisons 1997 à 2000. De 2003 à 2005, il est instructeur sur le banc des Pirates de Pittsburgh.
Le 6 septembre 2005, il succède à Lloyd McClendon comme manager des Pirates de Pittsburgh de la Ligue majeure de baseball. Nommé sur une base intérimaire, Mackanin obtient sa première chance au plus haut niveau dans ce rôle. Il dirige le club pour les 26 dernières parties de la saison. Les Pirates remportent 12 de ces matchs.
D'abord nommé recruteur chez les Reds de Cincinnati, il est le 1er juillet 2007 choisi pour être manager par intérim de l'équipe à la suite du congédiement de Jerry Narron à la mi-saison. Les Reds n'avaient remporté que 31 de leurs 82 premières rencontres sous les ordres de Narron. Avec Mackanin aux commandes, ils gagnent 41 parties contre 39 défaites dans la seconde moitié du calendrier régulier.
En 2008 il est recruteur pour les Yankees de New York.
Il est engagé comme instructeur dans l'abri des Phillies de Philadelphie pour la saison 2009.
Instructeur des Phillies en 2009, 2010 et 2011, il est un des candidats au poste de manager laissé vacant par Terry Francona chez les Red Sox de Boston après la saison 2011. Les Red Sox jettent leur dévolu sur Bobby Valentine et Mackanin retourne en 2012 à son rôle d'ajoint à Charlie Manuel chez les Phillies. Son contrat n'est pas renouvelé pour la saison 2013.

#### Phillies de Philadelphie
Le 8 octobre 2013, les Phillies annoncent le retour de Mackanin comme instructeur au troisième but en 2014.
Le 26 juin 2015, Ryne Sandberg démissionne de son poste de gérant des Phillies, qui détiennent la pire fiche du baseball majeur (26 victoires, 48 défaites). Mackanin est alors nommé gérant par intérim. Le 22 septembre 2015, Mackanin est confirmé comme gérant des Phillies en 2016. Philadelphie termine 2015 en dernière place des majeures avec 99 défaites et a un dossier de 37-51 avec Mackanin à la barre cette année-là.
En mai 2017, les Phillies annoncent qu'ils prolongent de deux saisons le contrat de Mackanin. Cependant, le 29 septembre 2017, le club élève Mackanin au rôle d'assistant au directeur général des Phillies Matt Klentak et annonce qu'elle embauchera un nouveau pilote pour la saison 2018.